# Bürgermeisterei Sinz
Die Bürgermeisterei Sinz im Kreis Saarburg im Regierungsbezirk Trier in der preußischen Rheinprovinz war eine Bürgermeisterei mit 9 Dörfern und 2 Mühlen, welche 185 Feuerstellen (Fst.) und 1445 Einwohner (Einw.) (Stand 1828) hatten.
Darin:
- Helfant, ein Dorf unweit der Mosel mit 1 Kathol. Pfarrkirche, 2 Mühlen, 39 Fst., 308 Einw. und Weinbau
- Palzem, ein Dorf an der Mosel mit 1 Kathol. Tochterkirche, 30 Fst., 238 Einw. und Weinbau

Die Dörfer:
- Sinz mit 1 Kathol. Tochterkirche, 39 Fst., 262 Einw.
- Beuren mit 31 Fst., 248 Einw.
- Dilmar mit 16 Fst., 96 Einw.
- Südlingen mit 6 Fst., 76 Ein.
- Rehlingen mit 7 Fst., 69 Einw.
- Münzingen mit 7 Fst., 53 Einw.
- Esingen mit 10 Fst., 96 Einw.